# Bagnolo in Piano
Bagnolo in Piano (emilián nyelven Bagnōl in Piân) település Olaszországban, Emilia-Romagna régióban, Reggio Emilia megyében. Lakosainak száma 9556 fő (2023. január 1.). Bagnolo in Piano Cadelbosco di Sopra, Novellara, Correggio és Reggio Emilia községekkel határos.

## Népesség
A település népessége az elmúlt években az alábbi módon változott:
| Lakosok száma | 9788 | 9752 | 9556 |
|               | 2017 | 2018 | 2023 |